# Цензурная реформа

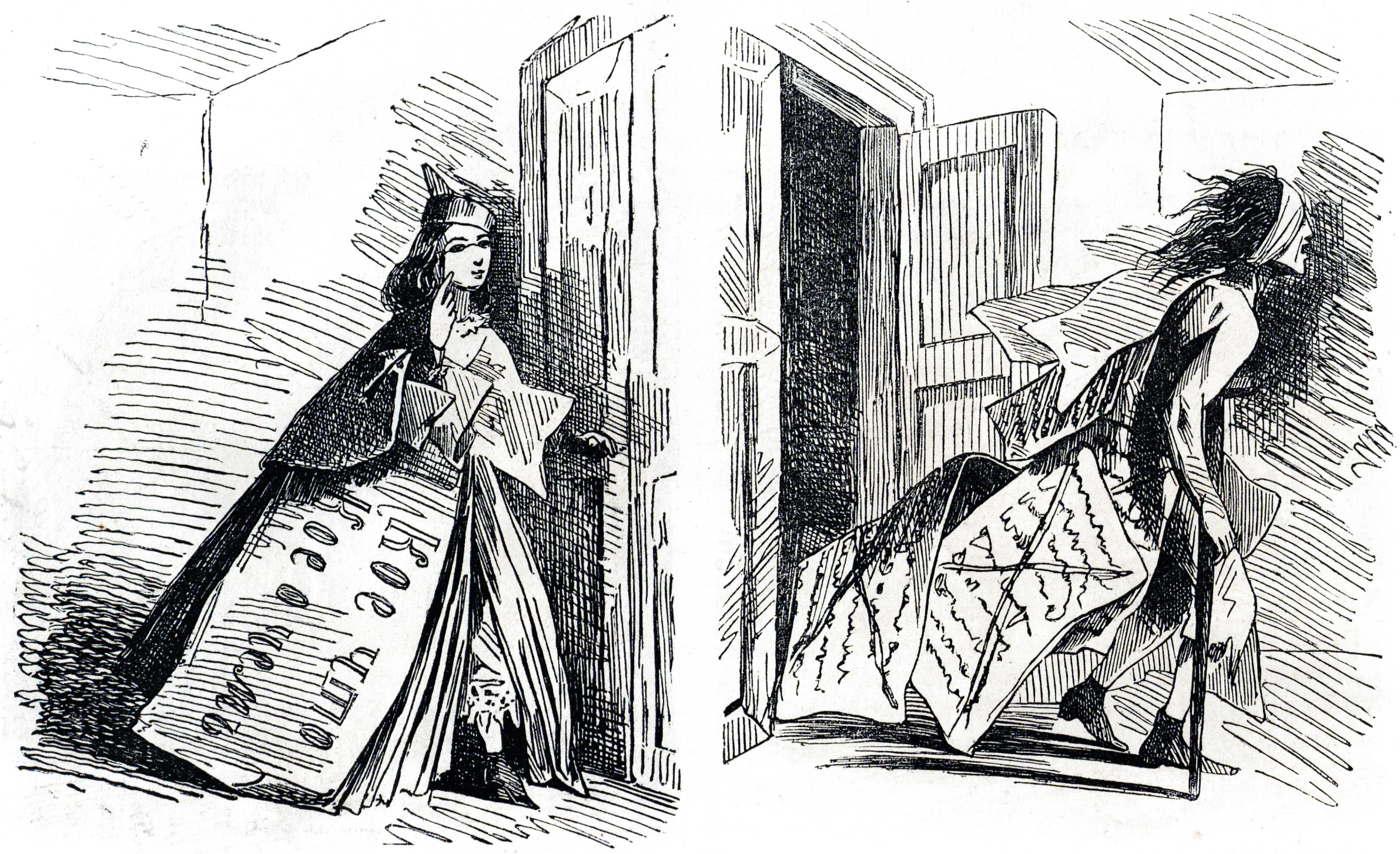
Статья до и после просмотра цензором (карикатура из газеты «Искра», 1863 год)

Цензурная реформа 1865 года — изменение порядка цензурирования литературы, издаваемой в Российской империи в рамках либеральных реформ Александра II.

## Подготовка реформы
После вступления на престол императора Александра II новые течения вызвали оживление литературы, и между прочим литературы заграничной. Сначала это оживление значительно изменило цензурные порядки, не затрагивая старого устава; но скоро пересмотр последнего стал настоятельно необходимым. В 1860 году было реорганизовано Главное управление цензуры и в его руках сосредоточен высший надзор над печатью и над цензурными комитетами. В 1863 году цензура, по желанию самого министра народного просвещения Головнина ввиду несоответствия её задач с общей задачей министерства — «содействовать развитию умственной деятельности» страны — была передана в ведомство министерства внутренних дел.

## «Временные правила о цензуре и печати»
«Временные правила о цензуре и печати» были приняты 6 апреля 1865 года. Они не представляют собой полного цензурного устава; они только реорганизуют главное управление, устанавливают институт карательной цензуры наряду с цензурой предварительной и ещё некоторые менее важные нововведения. Главные задачи цензуры остались неизменными, как они были формулированы в Цензурном уставе 1828 года.
С 1876 г. большая часть статей временных правил была включена в новое издание Цензурного устава; другие статьи перенесены в учреждения министерств (Свод Законов т. 1, ч. II). В 1886 и 1890 гг. появились новые издания Цензурного устава со включением статей из узаконений позднейшего времени и статей, имевших второстепенное значение. Вследствие различных наслоений, отложившихся на Цензурном уставе, в редакционном отношении он являлся одной из наименее удовлетворительных частей Свода Законов. Статьи, говорившие об одном и том же, разнесены по разным отделам (так, общие принципы цензуры были установлены в статье 4-й и затем в ст. 93 и след.); некоторые стороны цензурной практики были совершенно не согласованы и страдают внутренними противоречиями (так, например, взыскание, налагаемое на периодическое издание, подлежащее предварительной цензуре, было строже, чем наказание, налагаемое на издание, освобождённое от такой цензуры; первая могла быть налагаема без объяснения мотивов, тогда как вторая должна быть непременно мотивирована; первая была определена законом 1862 г., вторая заимствована Цензурным уставом из Временных правил 1865 г. — и этим хронологическим различием объяснялась странная непоследовательность).
Основные принципы, установленные Цензурным уставом и временными правилами 1865 г., следующие. Запрещались печатные произведения: 1) когда они клонятся к поколебанию учения православной церкви, 2) подрывают уважение к верховной самодержавной власти или к коренным государственным постановлениям, 3) оскорбляют добрые нравы и благопристойность или 4) честь какого-либо лица непристойными выражениями или обнародованием того, что относится до его нравственности или домашней жизни, а тем более клеветой. Не должны допускаться дерзкие и буйственные мудрования, равно противные истинной вере и истинному любомудрию (ст. 94), сочинения, излагавшие вредные учения социализма и коммунизма (ст. 95), возбуждавшие неприязнь и ненависть одного сословия к другому (ст. 96); сочинения и статьи о несовершенстве существовавших постановлений дозволяются только в том случае, если они написаны тоном, приличным предмету, и притом только в книгах выше 10 печатных листов или в журналах с подписной ценой не ниже 7 руб. в год (ст. 97 и 99); не разрешалось распространение по одним слухам предполагаемых правительством мер, пока они не объявлены законным образом (ст. 100) и т. д. 
К этим указаниям нужно прибавить некоторые статьи, заключавшиеся в Уложении о наказаниях, где определялась уголовная кара за составление и распространение сочинений, направленных против верховной власти, оспаривавших порядок престолонаследия, за клевету, диффамацию, преждевременное до судебного заседания оглашение сведений, обнаруженных дознанием, и т. д. Надзор за исполнением всего этого был предоставлен цензуре. Принцип множественности цензуры был сохранён в несколько смягчённом виде; кроме общей цензуры, которая делится на внутреннюю и иностранную и к которой относится также театральная цензура, существовала совершенно отдельная духовная цензура, иначе организованная и действующая на основании других правил, включённых в Цензурный устав. Отчёты о заседаниях земств, дум и дворянских собраний подлежат цензура губернаторов, генерал-губернаторов или градоначальников. Цензура медицинских книг принадлежит Медицинскому совету (при МВД).
Афиши и объявления также подлежали цензуре полиции; сведения, до особы государя императора или членов императорской фамилии относившиеся, — цензура министра Двора. Во главе общей цензуры стоит Главное управление по делам печати, находящееся в министерстве внутренних дел и состоящее из начальника Главного управления и Совета Главного управления. При Главном управлении состоят канцелярия, особые цензоры драматических сочинений и чиновники особых поручений. Главному управлению подчинены комитеты внутренней цензуры в Петербурге, Москве, Варшаве и Тифлисе, комитеты иностранной цензуры в Петербурге, Риге и Одессе и отдельные цензоры для внутренней и иностранной цензуры в Москве, Риге, Киеве и некоторых других больших городах. Цензурные комитеты состоят из председателя и цензоров. В городах, где не было ни цензурных комитетов, ни отдельных цензоров, цензура возлагалась на вице-губернаторов, в литовских губерниях — на генерал-губернатора.
Духовная цензура была сосредоточена в духовных цензурных комитетах (петербургском, московском, киевском и казанском), находившихся под наблюдением Св. Синода; духовные цензоры назначались из духовных лиц. Духовной цензуре подведомственны, помимо сочинений чисто богословских, все сочинения, относившихся «к основаниям христианской веры или религии вообще», так что очень многие чисто философские и исторические сочинения должны быть отправляемы в духовную цензуру. Духовная цензура должна была запрещать не только произведения, направленные против религии вообще или христианства в частности, но и сочинения «с большими недостатками в основательности мыслей, чистоте христианских чувств, доброте слога, ясности и правильности изложения» (ст. 260); переводные сочинения должны быть запрещаемы ею вследствие «важных недостатков изложения, как-то темноты, погрешностей, нечистоты языка и безрассудных опущений, нарушавших связь сочинения» (ст. 269). Эти статьи уцелели из устава 1828 г. и находились в противоречии с общим стремлением цензурного устава только оградить общество от вредных сочинений, не заботясь о доставлении ему сочинений полезных с точки зрения законодателя. Между тем духовная цензура требовала к себе на просмотр и такие сочинения, как, например, «Душа человека и животных» Вундта и или «История рационализма» Лекки и могла их запрещать за темноту или недостатки перевода.
Совершенно новым принципом, внесённым временными правилами 1865 г., являлось разделение цензуры на предварительную и карательную (последний термин не встречался в самом Цензурном уставе; там говорится об административных взысканиях, налагаемых на издания, изъятые от предварительной цензуры ). Предварительная цензура состоит в рассмотрении и разрешении или запрещении сочинения в рукописи или (в виде льготы, по особенному ходатайству) в корректуре. Рассматривавший данную книгу цензор мог либо разрешить её, либо предложить автору или издателю произвести в ней необходимые изменения, либо, наконец, представить её в цензурный комитет к запрещению. На решение цензурного комитета автор или издатель мог жаловаться в Главное управление по делам печати. Книги и журналы, изъятые от предварительной цензуры, доставляются в цензуру после их издания, но за несколько дней до предполагаемого выпуска в свет. Цензура имела право держать отдельные книги 3 дня, ежемесячные журналы — 2 дня (в 1872 г. сроки эти возвышены до 7 и 4 дней) и затем или допускать выход их в свет, или возбуждать судебное преследование с предварительным (до судебного приговора) задержанием книги.
По отношению к периодическим изданиям, кроме права их задержания, приняты следующие меры. Для основания периодического издания требовалось специальное разрешение министра внутренних дел, причем это разрешение давалось на имя определённых издателя и редактора и при строго определённой программе, выход за пределы которой не разрешалось; всякое изменение программы, названия, подписной цены, места издания требовало специального разрешения министра; переход редактирования в другие руки, хотя бы за смертью первого редактора, требовал министерского утверждения; только издательские права переходили до 1897 г. путём простого оповещения Главного управления по делам печати. Это относится к изданиям обеих категорий: подцензурным и бесцензурным.
От периодических изданий, выходивших без предварительной цензуры, требовался денежный залог. За вредное направление бесцензурным периодическим изданиям министр внутренних дел мог давать предостережения; после третьего предостережения журнал запрещалось на срок до 6 месяцев или совершенно (последнее — не иначе как по определению сената). Предостережения даются с указанием на статьи, подавшие к тому повод. Периодические издания, находившиеся под предварительной цензурой, могут быть приостанавливаемы министром на срок до 8 месяцев, без предварительных предостережений и без указания вызвавших эту меру статей. Был установлен надзор и за типографиями, литографиями и библиотеками; эти заведения могут основываться не иначе как в концессионном порядке; каждое изменение в числе и в размере скоропечатных машин и станков в типографии требовало разрешения подлежащей власти; надзор за этими заведениями вверен особым типографским инспекторам.
Для надзора за иностранными газетами, ввозимыми из-за границы, кроме цензуры иностранной и отдельных цензоров, создалась особая «цензура почтовая», существующая официально под этим именем, хотя в Цензурном Уставе о ней не говорится; функции её отправляются специально для того назначаемыми почтовыми чиновниками. В цензуру направляются обыкновенно книги и издания, оплаченные почтовыми марками (бандероли), или же посылки; на просмотр к почтовым цензорам идут газеты, присылаемые без марок.

## Контрреформа
За временными правилами 1865 г. последовал длинный ряд законоположений, касавшихся цензуры, которые, за весьма немногими исключениями, были направлены к расширению объёма прав цензуры в ущерб правам печати:
- В 1868 г. министру внутренних дел дано право запрещать на неопределённый срок розничную продажу периодических изданий.
- В 1872 г. допущено уничтожение комитетом министров книг, изъятых от предварительной цензуры, без судебного преследования.
- В 1873 г. министру внутренних дел предоставлено право запрещать периодическим изданиям касаться в течение некоторого времени (однако без определения срока, т. е. по сути бессрочно) каких-либо вопросов государственной важности, если их обсуждение было найдено неудобным, и подвергать за нарушение этого запрещения приостановке на срок до 3 месяцев.
- В 1881 г. в местностях, объявленных на положении чрезвычайной охраны, генерал-губернаторам предоставлено право закрывать журналы на все время действия охраны (т. е. без определённого срока, а так как журнал, не выходивший в течение года, считался прекратившимся, то, следовательно, навсегда) без объяснения мотивов.
- В 1882 г. постановлено, что после временной приостановки периодического издания, изъятого предварительной цензурой, оно могло быть обязано представлять свои номера в цензурные комитеты не позже 11 часов вечера накануне дня выхода в свет, для просмотра, причем цензоры могли останавливать их выход.

### Новелла 1872 года
В 1872 г. цензуре было предоставлено право представлять книгу (или номер журнала) к уничтожению через министра внутренних дел в комитет министров, не возбуждая судебного преследования против автора. Таким образом, термины «предварительная» и «карательная» цензура или, тем более, «издания, подлежавшие предварительной цензуре или изъятые от неё», являются, в сущности, неточными: так называемая карательная цензура в действительности есть тоже предварительная цензура, так как ей подлежат книги и журналы хотя и по напечатании, но до выхода в свет. Тем не менее, различие это было существенным по временным правилам 1865 г.: в одном случае право запрещения принадлежало дискреционной власти цензурного комитета, в другом — суду, действующему на основании закона и допускающему защиту.
Когда новелла 1872 г. рядом с судебным преследованием допустила уничтожение книг комитетом министров, практика совершенно устранила судебные преследования авторов и книг, заменив их более удобным для цензуры негласным производством в комитете министров, вышеупомянутая разница значительно сгладилась. Различие сводится к тому, что при предварительной цензуре цензор имел право предложить автору изменить те или иные места в книге, даже те или иные выражения — право, на практике обращающееся в право вычеркивать их, — а по отношению к книгам, изъятым от предварительной цензуры, цензурная мера возможна только на основании либо всей книги, либо по крайней мере более или менее значительной её части или хотя бы нескольких страниц её. Практика, однако, установила возможность соглашений между автором и цензурным комитетом относительно уничтожения инкриминированных мест книги, после чего цензура издавала книгу, не представляя её в комитет министров; этим путём установлено весьма близкое подобие предварительной цензуры. 

### Что было освобождено от предварительной цензуры
От предварительной цензуры были освобождены: в столицах — все оригинальные сочинения свыше 10 печатных листов и переводы свыше 20 листов; повсеместно — периодические издания, получившие от министра внутренних дел разрешение на выход без предварительной цензуры, а также издания академий, университетов, школьные и университетские учебники.